# یانبلاغ (مراوه‌تپه)
یانبلاغ (مراوه تپه)، روستایی از توابع بخش گلیداغ شهرستان مراوه تپه در استان گلستان ایران است.
پرجمعیت ترین روستای شهرستان مراوه تپه روستای یانبلاغ که از شمال به روستای پلی از جنوب به روستای لهندر از شرق به روستای آقچه آغاشلی متصل است نزدیک ترین شهر با شهر گلیداغ که 7کیلومتر فاصله دارد ، شغل اکثر مردم دامداری و کشاورزی است . علت نام گذاری این روستا به معنی کنارچشمه ، یان یعنی کنار ، بلاغ یعنی چشمه و در گذشته مردم اهالی در کنار آب و چشمه سکونت کرده اند به این نامه مشهور است.

## جمعیت
این روستا در دهستان گلی داغ قرار دارد و براساس سرشماری مرکز آمار ایران در سال ۱۳۸۵، جمعیت آن ۱٬۷۰۸ نفر (۳۴۵خانوار) بوده‌است.